# 岳相
岳相（？—？），字惟忠，山東青州府壽光縣人，軍籍，明朝政治人物。

## 生平
嘉靖三十七年（1558年）戊午科山東鄉試第五十六名舉人。嘉靖三十八年（1559年）中式己未科會試第二百七名，三甲第七十二名進士。授武进县知县，调改山西无极县、直隸定興縣，歷升兵部武选司主事，隆庆四年（1570年）三月升尚寶司司丞，五年九月坐擅挞指挥于禁地为给事中张博等人弹劾，调任凤阳府通判。歷升礼部儀制司主事，六年十月升光禄寺丞，萬曆三年（1575年）十月升光禄寺少卿，七年八月被南京御史劉致中弹劾贪残不职，改调南京。

## 家族
曾祖岳敏；祖父岳江；父岳璉，母曹氏。